# Sabine Kornbichler

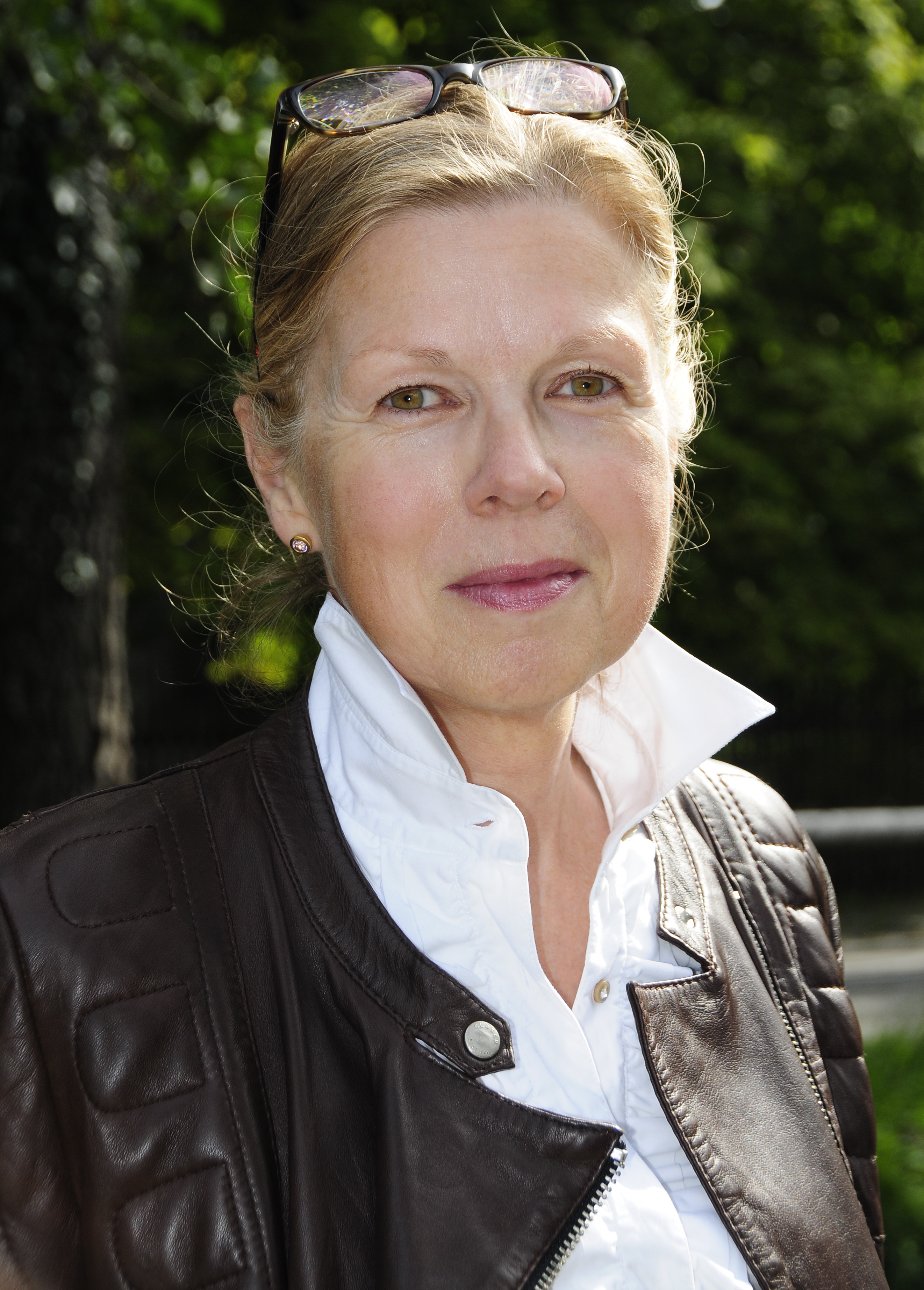
Sabine Kornbichler 09.2013

Sabine Kornbichler (* 24. Januar 1957 in Wiesbaden) ist eine deutsche Schriftstellerin. Bekannt wurde sie durch ihren Roman Klaras Haus.

## Leben
Sabine Kornbichler ging in Cuxhaven zur Schule und absolvierte anschließend an der Universität Hamburg ein Studium der Volkswirtschaftslehre, das sie 1982 mit dem Diplom abschloss. Nach Stationen bei den Frankfurter PR-Agenturen Wegmann & Partner (1983–1986) und GCI Ringpress (1984–1991) wechselte sie als Assistentin der Geschäftsleitung zur MCM Dr. Maune Consulting Management im Taunus.
1997 begann Sabine Kornbichler mit dem kreativen Schreiben und belegte mit ihrer ersten Kurzgeschichte Lillys Antwort den 2. Platz im Literaturwettbewerb um den Limburg-Preis. 1998 nahm der Knaur-Verlag, München, ihr erstes Roman-Manuskript unter Vertrag und veröffentlichte es im Jahr 2000 unter dem Titel Klaras Haus. Inzwischen hat dieser Roman die 27. Auflage erreicht (Stand: Dezember 2014). Es folgten vier weitere Unterhaltungsromane und ein Kurzgeschichtenband, bis 2006 mit Im Angesicht der Schuld ihr erster Kriminalroman veröffentlicht wurde. Kornbichlers sechster Kriminalroman Das Verstummen der Krähe erschien am 13. August 2013 beim Piper-Verlag und wurde am 4. Februar 2014 in der Kategorie „bester Kriminalroman“ für den Friedrich-Glauser-Preis 2014 nominiert. Der zehnte Kriminalroman Der letzte Gast ist am 2. Mai 2018 beim Piper-Verlag erschienen.
Kornbichler lebt mit ihrem Mann in München.

## Werke

### Romane
- Klaras Haus, Knaur Verlag, München 2000, ISBN 978-3-8289-6977-3 (gebundene Ausgabe)
- Steine und Rosen, Knaur Verlag, München 2001, ISBN 978-3-426-61858-5 (Taschenbuch)
- Majas Buch, Knaur Verlag, München 2002, ISBN 978-3-426-66083-6 (gebundene Ausgabe)
- Annas Entscheidung, Knaur Verlag, München 2003, ISBN 978-3-426-66084-3 (gebundene Ausgabe)
- Nur ein Gerücht, Knaur Verlag, München 2005, ISBN 978-3-8289-7844-7 (gebundene Ausgabe)
- Im Angesicht der Schuld, Knaur Verlag, München 2006, ISBN 978-3-426-66177-2 (gebundene Ausgabe)
- Gefährliche Täuschung, Knaur Verlag, München 2008, ISBN 978-3 426 63302 1 (gebundene Ausgabe)
- Der gestohlene Engel, Knaur Verlag, München 2008, ISBN 978-3-426-66208-3 (gebundene Ausgabe)
- Das Richterspiel, Knaur Verlag, München 2009, ISBN 978-3-426-66361-5 (gebundene Ausgabe)
- Die Todesbotschaft, Knaur Verlag, München 2010, ISBN 978-3-426-65226-8 (gebundene Ausgabe)
- Das Verstummen der Krähe, Piper Verlag, München 2013, ISBN 978-3-492-30203-6 (Taschenbuch)
- Die Stimme des Vergessens, Piper Verlag, München 2014, ISBN 978-3-492-30204-3 (Taschenbuch)
- Das böse Kind, Piper Verlag, München 2015, ISBN 978-3-492-30832-8 (Taschenbuch)
- Wie aus dem Nichts, Piper Verlag, München 2016, ISBN 978-3-492-30873-1 (Taschenbuch)
- Der letzte Gast, Piper Verlag, München 2018, ISBN 978-3-492-06106-3 (Taschenbuch)

### Anthologien
- Kurzgeschichte in Bergschäden (Gruppe Styx 96, 1998)
- Kurzgeschichte in Herz & Schmerz – Geschichten für Regentage (Knaur, 2000)
- Kurzgeschichte in Samtnächte – Geschichten von Liebe und Kerzenschein (Knaur, 2000)
- Beitrag in Draußen nur Kännchen – Was wir schon immer über Deutschland sagen wollten (Schneekluth, 2001)
- Kurzgeschichte in Zungenküsse – Unmoralische Angebote und andere Lippenbekenntnisse (Knaur, 2001)
- Kurzgeschichte in Erdbeerküsse – Geschichten von Sommer, Sonne und Liebe (Knaur, 2002)
- Vergleichsweise wundervoll – Kurzgeschichten von Sabine Kornbichler (Knaur, 2004)
- Kurzgeschichte in Milchkaffee für Herz & Seele – Kuschelgeschichten für tolle Frauen (Knaur, 2005)
- Kurzgeschichte in Schokokeks & Liebesperlen – Verwöhngeschichten für tolle Frauen (Knaur, 2006)
- Kurzgeschichte in Fürchtet euch nicht! Der neue Krimi-Adventskalender (Ullstein, 2009)